# مسافة مسايرة
يطلق مصطلح مسافة مسايرة أو مسافة متماشية (بالإنجليزية: Comoving distance)‏ (مقاربة لعبارة مسافة صحيحة) على عملية قياس بُعد بين جسمين ضمن إطار مرجعي اختياري بحيث يكون المراقب ضمن هذا الإطار. معنى هذا أن الإطار المرجعي يظل دائما ثابتا بالنسبة للمراقب حتى وإن بدى متحركا بالنسبة لمراقب آخر. تعد كل من المسافة المسايرة والمسافة الصحيحة مقاييس ذات أهمية كبرى في علم الكون.

## الإحداثيات المسايرة
لما كانت النسبية العامة تسمح للمرء بصياغة القوانين الفيزيائية باستعمال إحداثيات اختيارية، تكون بعض خيارات الإحداثيات خيارات طبيعية يسهل التعامل معها، وتمثل الإحداثيات المسايرة أحد هذه الأمثلة. تضع هذه الإحداثيات إحداثيات مكانية ثابتة القيم بالنسبة للمراقبين الذين يدركون الكون على أنه متحد الخواص. يطلق على هذا النوع من المراقبين بالمراقبين المسايرين لأنهم يتماشون مع قانون هابل الذي ينص على أن سرعة ابتعاد المجرات تزداد بازدياد بعدها عنا.

## المسافة المسايرة
(ملحوظة: في الوصلة الخارجية رقم (1) يوجد رسم متحرك يوضح مفهوم المسافة المسايرة في كون يتمدد.)
المسافة المسايرة هي البعد بين نقطتين مقاساً على طول مسار معرف في الوقت الكوني الحالي. بالنسبة للأجسام السيارة تبعا ل قانون هابل، تم اعتبارها ثابتة بالنسبة للزمن. المسافة المسايرة من مراقب إلى جسم يبعد عنه (مجرة مثلا) يمكن حسابها بالعلاقة الاتية:
{\displaystyle \chi =\int _{t_{e}}^{t}c\;{{\mbox{d}}t' \over a(t')}}
حيث
- {\displaystyle a(t')\,} هو عامل تحجيم،
- {\displaystyle t_{e}\,} زمن انبعاث الفوتونات التي يرصدها المشاهد أو الراصد،
- {\displaystyle t\,} الوقت «الحالي» (زمن وصول الضوء إلى المشاهد).

بالرغم من إجراء التكامل بالنسبة للزمن، فإن هذا يعطي حتماً المسافة التي ستقاس فرضا بواسطة شريط عند زمن ثابت 't.
تعريفات
- تستخدم بعض الكتب الرمز {\displaystyle \!\chi } للتعبير عن المسافة المسايرة. ولكننا يجب أن نفرق بين {\displaystyle \!\chi } وبين أحداثيات المسافة r للتعبير عن احداثيات مسايرة في مترية FLRW للكون، حيث تأخذ المترية الشكل:

{\displaystyle \!ds^{2}=-c^{2}d\tau ^{2}=-c^{2}dt^{2}+a(t)^{2}\left({\frac {dr^{2}}{1-kr^{2}}}+r^{2}\left(d\theta ^{2}+\sin ^{2}\theta d\phi ^{2}\right)\right)}
في هذه الحالة تنتسب {\displaystyle \!r} في الإحداثيات المسايرة إلى {\displaystyle \!\chi } بالمعادلة
{\displaystyle \!\chi =r} إذا كانت k=0 (كون منبسط), وبالمعادلة {\displaystyle \!\chi =\sin ^{-1}r} إذا كانت k=1 (كون منحني موجبا «كرويا»), وبالمعادلة {\displaystyle \!\chi =\sinh ^{-1}r} إذا كانت k=-1 (كون منحني سالبا - 'قطع زائد').
- معظم الكتب تعرف المسافة المسايرة بين مراقبين مسايرين ككمية ثابتة غير متغيرة غير معتمدة على الزمن بينما يسمون الحركية (تغير المسافة بينهم) مسافة صحيحة. بالنسبة إلى ذلك الاستخدام تكون المسافة المسايرة والمسافة الصحيحة متساويتان في العمر الحالي للكون، ولكنهما سيختلفان في الماضي وفي المستقبل، فإذا كانت المسافة المسايرة إلى أحد المجرات {\displaystyle \!\chi }, تكون المسافة الصحيحة

{\displaystyle \!d(t)} في زمن اختياري {\displaystyle \!t} ويعطى بالمعادلة {\displaystyle \!d(t)=a(t)\chi } حيث {\displaystyle \!a(t)} عامل تحجيم. (e.g. Davis and Lineweaver, 2003)
المسافة الصحيحة {\displaystyle \!d(t)} بين مجرتين في الوقت
t هي المسافة بينهما التي نقوم بقياسها باستخدام مسطرة في وقت واحد.

## استخدامات المسافة المسايرة
يتساوي الزمن الكوني مع الزمن الذي نقيسه في الوقت الحالي، أي بالنسبة لمشاهد يوجد في نقطة مسايرة في الفضاء (بسبب تمدد الكون طبقا لقانون هابل). وتتساوي المسافة المسايرة  مع المسافة الصحيحة عند قياسها لبُعد أحد الأجرام السماوية «المحلية» القريبة منا. ولكي نقوم بقياس البُعد الصحيح بين جرمين كونيين «بعيدين» عنا، نتصور عدة مشاهدين مسايرين يوجد كل منهما في نقطة على الخط بيننا وبين الجرمين المراد قياس البعد الصحيح بينهما، بحيث تكون المسافة بين كل اثنين من هؤلاء المشاهدين المسايرين مسافة «قصيرة». وكل هؤلاء المشاهدين يكونون في نفس الزمن الكوني. ويقوم كل مشاهد بقياس المسافة بينه وبين أقرب المشاهدين إليه. ومجموع تلك المسافات التي قيست كسلسلة تكون هي المسافة الصحيحة.
المسافة المسايرة هي التي تأخذ تمدد الكون في الحسبان. فمثلا أبعد المجرات عنا التي نقوم برصدها «الآن» تبعد 11 مليار سنة ضوئية عنا. وعندما غادرها الضوء الذي يصل إلينا الآن كانت المجرة أقرب لنا وقطع الضوء مسافة متزايدة بسبب تمدد الكون حتى وصلنا. والسؤال الآن: ما هو بعد المجرة الآن عنا، بمعنى ما هو الزمن الذي نحتاجه لكي نصل إلى تلك المجرة إذا بدأنا الرحلة الآن بافتراض أننا نطير بسرعة الضوء؟ نجد أننا نحتاج إلى زمن قدره 23 مليار سنة للوصول إليها، ولهذا نهتم بمعرفة «المسافة المسايرة».

## أمثلة حسابية
يمكنك أن تحسب بـُعد جرم سماوي يبلغ الانزياح الأحمر لطيفه 3 .
- باستخدام الوصلة الخارجية (2)، نضع 3 في خانة الانزياح الأحمر. فيقوم الحاسب بعملية الحساب، ونجد:

- المسافة المسايرة بيننا وبين الجرم السماوي = 7و20 مليار سنة ضوئية.

- عمر الكون أنذاك = 1و2 مليار سنة ضوئية.
مثال آخر: انزياح أحمر لمجرة = 9 
- المسافة المسايرة بيننا وبين المجرة المشاهدة = 30 مليار سنة ضوئية 

- عمر الكون أنذاك = 537و0 مليار سنة ضوئية.

## اقرأ أيضا
- مقياس المسافة في الفلك
- مسافة صحيحة
- مترية FLRW
- شكل الكون
- عامل تحجيم